# スーパーカブ (小説)
『スーパーカブ』は、トネ・コーケンによる日本のライトノベル、本作原作の同名の日本の漫画・アニメーション。日本のメディアミックス作品のひとつを指す。

## 概要
山梨県北杜市（旧武川村地域）を舞台に、何にも興味を持たない没個性的なひとりの少女が一台のホンダ・スーパーカブ50と出会い、スーパーカブとの関わりを通じて成長しながら、自分の世界を広げていく様子を描いた物語。公式サイトや販促ポスターでは『ホンダ・スーパーカブ総生産1億台記念作品』と銘打っている。
小説
2016年3月より2021年12月まで、小説投稿サイト「カクヨム」（KADOKAWA）へ投稿され、角川スニーカー文庫より2017年5月から2022年4月まで書籍版の単行本が刊行された。書籍版の挿絵のイラストは博が担当している。書籍版は紙書籍版と併せて電子書籍版も刊行され、電子書籍版では各巻の特典としてトネ・コーケンによる電子特別短編が掲載されている。
カクヨムでは当初、第一章（タイトルに第一章の記述はないが、便宜上このように呼称する）から2年後に当たる、主人公が大学進学した年の晩夏から初秋頃の時期を描いた『スーパーカブ 第二章』が第一章の続編として掲載されたが、後に『第二章』の内容が『スーパーカブ 大学編』と改題され、以降は第一章の直後から『大学編』までの間のエピソードを埋める形で投稿が続けられた。当初『スーパーカブ 第三章』として発表されたエピソード（第一章の続き）は改題されて『スーパーカブ 2』となり、以後『8』まで投稿され、当初『大学編』として執筆された大学入学以降のエピソードについても、『7』と『8』で新たに書き起こされた。一方、書籍版では物語内の時系列に従う形でナンバリングがされている。また書籍化の際に削られたカクヨム版の一部短編エピソードや、電子書籍版の特典として発表されたエピソードが2020年に刊行された短編集『スーパーカブ reserve』に収録されている。
なお、カクヨム版と書籍版では、電子書籍版特典の特別短編と『reserve』再録時の内容、『大学編』と『7』『8』の設定など、一部異なる部分がある。
カクヨムにて2023年6月より12月にかけて『9』が公開された。19歳の誕生日後の初夏のストーリーであるが設定は書籍版『8』を引き継いており、それまでのカクヨム版とは一部異なっている。
続いてカクヨムにて2024年6月から12月にかけて『10』が公開された。19歳の7月を描いた『9』に続き、8月ひと月の物語である。
漫画
2017年12月29日よりウェブコミック配信サイト「コミックNewtype」にて連載を開始。作画は蟹丹が行なっている。単行本は角川コミックス・エースより2018年5月から刊行。漫画版は小説版からの内容の一部変更や独自ストーリーが挿入されているほか、単行本にはトネ・コーケンによる特別寄稿小説も掲載されている。2024年11月時点で電子版を含めたコミックス累計部数は85万部を突破している。
2022年4月29日からは「コミックNewtype」にて公式スピンオフ作品『スーパーカブRei』が連載を開始。作画はさいとー栄が担当する。
テレビアニメ

## あらすじ
カクヨム版を基準に記述する。
スーパーカブ（書籍版1巻、漫画版1巻1話 - 3巻14話、テレビアニメ第1話 - 第6話）
両親も趣味も友達もない、何もない少女、小熊。小熊は高校に通うために自転車を使っていたが、ある日、同じ学校の生徒が乗っているのを見て原付が気になり学校帰りに寄ったバイク屋で、運転免許も無いまま、いわく付きのスーパーカブ50を破格値で入手する。
ガス欠や自転車では出せないスピードなど、カブは小熊にさまざまな未知の経験をさせながら、安穏としているが何もなかった小熊の生活にゆっくりと、しかし確実に変化を与え、小熊もカブに乗ることに楽しさを感じるようになる。そんな小熊の前に、自分もカブに乗っているという少女・礼子が現れ、以降行動を共にする。
スーパーカブ2（書籍版2巻、漫画版3巻15話 - 5巻26話、テレビアニメ第7話 - 第12話）
冬の足音が確実に大きくなりだした晩秋、小熊の高校では文化祭の準備期間に入っていた。しかし冬場もカブで走り回るための防寒対策に頭を悩ませる小熊と礼子は、文化祭も我関せずを決め込んでいた。しかし文化祭を明後日に控えたある日、クラスの出し物であるカフェの機材運搬でトラブルが発生し、機材が間に合わない可能性が出てくる。そんな中、クラスメイトの『原付じゃ無理だ』の言葉を聞きつけた小熊と礼子は、カブの有用性を証明するため、図らずも実行係の恵庭椎の窮地を救うためにカブで機材の運搬を行うことになる。
文化祭をきっかけに仲良くなる小熊ら3人。椎の事故をきっかけに自分たちが冬に囚われていると感じた3人は、春を捕まえるべく、中山道から日本海を経て九州まで行く長距離走行を敢行する。
スーパーカブ3（書籍版3巻、漫画版27話 - ）
3年生になり、否が応でも進路のことを考えなければならなくなった小熊たち。なかなか進むべき道を決められない礼子、大学進学のために受験勉強に励む椎。一方の小熊には、都内の公立大学に指定校推薦で入学する話が持ち上がる。進路については早々に決着したが、その大学の女子寮はバイク保有禁止だった。入学してしまえばカブがなくても何不自由なく暮らしていける環境を提示され、小熊は自分にとってカブとは何かを考える。
スーパーカブ4（書籍版4巻）
3年生の冬休み、進路が決まっている小熊は、大学進学後の資金を貯めるためにバイク便のアルバイトに精を出していた。小熊はこれまでカブによって自分にもたらされたさまざまな人との繋がりを想いながら、バイク便会社の若い女性社長・浮谷東や、慧海の同級生で生気が希薄な少女・伊藤史といった、新しくカブを通じて自分と繋がりを持った人々と試行錯誤しながら関わっていく。
スーパーカブ5（書籍版5巻）
高校卒業を間近に控え、大学進学と引っ越しの準備、当座の資金のためにバイク便の仕事に励む小熊だが、ある日カブで走っている途中で突然Uターンするタクシーと接触し、大腿骨骨折の重傷を負ってしまう。突然降って湧いた不自由な入院生活の中、小熊は境遇も性格も異なる3人の女性患者との入院生活を送ることになる。
スーパーカブ6（書籍版6巻）
負傷も癒え、何とか無事に卒業式を迎えることができた小熊。町田で大学生活を始める小熊、世界を放浪するために一旦八王子の実家に戻る礼子、二子玉川から小熊とは別の大学に通う椎。自分たちが高校生でいられる最後の春休み、それぞれの道に別れて新たな生活に入る4月を目前にして、小熊たちはこれから自分たちが暮らす街・東京を体感するためにそれぞれのカブと共に旅に出る。
スーパーカブ7（書籍版7巻）
東京郊外の大学に入学する小熊は、新生活早々に愛車を追突され全損。新たにスーパーカブ90が贈られ、新しいバイクと共に大学生活が始まり、そして木造一軒家を借りた彼女はセルフリノベーションを始める。そうした中で大学生活を送る小熊は、大きな荷物を運ぶ女子学生の春目を助け、彼女とその仲間達と知り合いになる。小熊の住む家を通りかかった春目の自転車を直してあげているときに、あることに気づく。
スーパーカブ8（書籍版8巻）
大学生活に慣れ始めた小熊に浮谷からある仕事の依頼をされ、黒姫へ向かう。八王子へ戻ってきた小熊は十九歳の誕生日を迎える。これまでのカブとの青春時代は終わりを告げ、これからは大人への一歩を踏むことになる。
スーパーカブ大学編（カクヨム版）
町田市の中北部にある公立大学に進学した小熊は、1年生の夏の終わる頃、山道で転倒してスーパーカブを崖から落とし、大破させてしまう。
修理のための費用と労力の捻出に悩む小熊のもとに、3年前に失踪した母親が、内縁の夫の息子の藜という名の少年を連れて小熊の家にやってくる。小熊は、怒りから母親の所持金をすべて取り上げるが、翌朝、母親は藜を小熊の家に置き去りにしたまま姿を消す。
小熊は、母親から巻き上げた金で部品取り車や補修部品を入手し、藜に住む場所と食料を与え、スーパーカブの修理を手伝わせることにする。
スーパーカブ9
書籍版8巻のあとがきで作者が「もし次に発表の機会があれば書きたい」と述べていた小熊の十九歳の夏の物語。大学入学後の生活も落ち着いてきた頃、小熊は自分が孤独の淵にいることに気づく。偶然出会った南海という少女を救うべく奔走する中で、小熊は本当に欲しかった友達を手に入れることができた。

「通学を楽にしたい」というちょっとした動機から始まった、人付き合いが苦手だった少女の、カブを交えた多くの人々との交流の物語である。

## 登場人物
小説版では物語の進行に伴って年単位の年月が進行し、進級や進学に伴って登場人物も年齢を重ねていくが、以下では登場時の学年や年齢を記す。声の項はテレビアニメ版の声優。

### 主要人物
小熊（こぐま）
声 - 夜道雪
本作の主人公。物語開始時点では北杜市の高校に通う高校2年生の少女。
姓は正しい読み方に迷うような難読苗字と言われており、明らかにされていない。周囲からは「小熊さん」「小熊ちゃん」など、ファーストネームで呼ばれている。
黒髪をおかっぱ頭にしている。学校の成績は真ん中ほど。クラス内では目立たない存在で、自身も必要以上に目立つことを好しとしない。
父は生後間もないころに事故で他界し母子家庭だったが、母は高校入学と同時に書置きを残して失踪。現在は頼れる親族もおらず天涯孤独な身の上で、奨学金を受給しながら日野春駅前の女性専用集合住宅で一人暮らしをしている。寂しがりな一面もあるものの本人にはその自覚がなく、自分のことを人に執着しない性格だと思っており、母親が自分を捨てて失踪したことについても、悲しみや寂しさなどの感情は湧いてこなかったとしている。
これといった趣味もなく、他人と関わり合いを持つこともなく、クラスの中で埋もれるように生活していたが、通学用にスーパーカブを購入し、カブと関わることによって、少しずつ変わっていく。
書籍版では、表紙ではやや表情に乏しいものの本文挿絵で笑顔を見せていることが多いことから、テレビアニメ版では、人前では無表情だが独りでいる時にだけ豊かな表情を見せる少女という解釈で描かれており、カブを手に入れて眺めたり、手入れをしたり、新たなパーツを手に入れて取付けたり、必要品を取得したなどでうれしい事があると顔が自然とほころぶ。
人付き合いやコミュニケーションが苦手で、少しぶっきらぼうな話し方をする。
精神面では現実的な考え方をする。このため、知識豊富だがしばしば理想や妄想を口走る礼子をはじめとして、周囲の者に対して心の中で悪態をついていることが多い。また、おとなしい少女だが品行方正というわけでもなく、突然の発熱で欠席した鎌倉への修学旅行にカブに乗って駆けつけ、旅行期間中のカブ使用禁止を言い渡されたにもかかわらず礼子との友情を優先して、こっそりと二人乗りで湘南海岸道路（国道134号）を走ったり、礼子の「進路」に関し抜け道を教唆するなど、時には思い切った言動や行動を取るようになる。
昼食には白飯のみを詰めた弁当箱とレトルト食品を学校に持って行き、白飯にレトルト食品をかけて冷めたまま食べているのが常である。後にリサイクルショップで購入した小型飯盒のメスティンを弁当箱として使うようになる。もともとは教室で1人で昼食をすませていたが、礼子と知り合ってからは彼女と一緒に学校の駐輪場でカブに腰掛けながら食べるようになり、後に椎や慧海も加わるようになる。梅雨時期には、カブが盗難に遭いやすいという県警からのおしらせを盾に礼子が学校側と交渉し、部室を与えられてそこにカブの他にテーブルなどいろいろ持ち込んで、昼食場所にしている。他の部からは「カ部」と呼ばれる。
高校2年の夏休みに、学校に紹介された提携学校間で書類を運搬するクーリエのアルバイトをカブを利用して行い、貯めたお金で普通自動二輪車の運転免許証を取得。その後も免許を活かしてバイク便などのアルバイトをこなし、貯めたお金で必要な物を買い足し、高校3年次には普通自動車免許も取得している。並行してカブを購入したシノさんのバイクショップで整備などを手伝い、色々とスキルを身に着けている。
もともと自転車のパンク修理程度は自分で行っていたが、カブを入手してからは維持費削減のために工具を購入し、礼子やシノさんのアドバイスを受けながら整備にも自分で挑戦するようになり、後にエンジンの分解整備もこなすほどの修理技術を身に付ける。種類によっては本業のシノさんも作業の早さと丁寧さに舌を捲くほど。他にも礼子のログハウスで2by4材でテーブルを作ったり、大学進学後は町田の借家のリフォームを独力で行うなど、DIYの技術も身に着けている。
小説版7巻で都内の公立大学に進学し、キャンパスのある南大沢に近い町田市北部の古い借家（当初は大学の女子寮に入る予定だったが、バイク保有禁止など制約が多かったために止めた）で独り暮らしを始める。
通学用に購入した最初の愛車はスーパーカブ50。小説版第7巻にて大学の入学式直前に乗用車に追突されたことを機に、スーパーカブ90に乗り換えている。このほか、高校3年生のバイト先である浮谷のバイク便の仕事ではホンダ・VTR250を専用車として使用する。
大学生活やカブのメンテ費用の糧として、浮谷経由でオファーのあった国立府中のP.A.S.S社のバイク便契約社員となった。それまでの小熊は「一人で成し遂げる」スタイルの仕事しかやってこず、またそれにやりがいを感じていたため、P.A.S.S社の「バイクと鉄道のリレー形式で届ける」という（社会一般では当たり前の）役割分担された仕事のスタイルを「一つの歯車になってしまう」として当初は躊躇していた。しかしやり始めてからは、一人ではなし得ないような重要な仕事に関われるといった経験で社会の一員としての自覚とやりがいを感じるようになった。P.A.S.Sでは前記の理由から自動車専用道や高速道路を利用する必要がなくCT125（ハンターカブ）が支給されている。
カクヨム版9では、大学入学後の一人暮らし生活が落ち着いてきた6月頃に自分が孤独の淵にいることを意識し始めた。そのため数人の友達が新しくできたことに幸福を感じている。
礼子（れいこ）
声 - 七瀬彩夏
小熊の同級生で、背が高くスタイルも良い、黒い長髪の少女。小熊同様、姓は明らかにされていない。漫画『スーパーカブRei』の主人公。
父親は市議会議員、母親は仕出し弁当屋の経営者店長で両親とも東京に住んでいるが、自身は旧武川村地域の別荘地にある、実家が別荘として所有していたログハウスで一人暮らしをしている。
カブとの出会いは小学生時、祖父に乗り方を教わってからであるが、それまではアメリカンヒーローが乗るようなバイクでないので、敬遠していた。
容姿は地味な小熊は対照的で、非常に美形で成績も良く、スポーツ万能。それゆえにクラスでは非常に目立つ存在だが、カブのこと以外にはさして興味を示さない。小熊から見ると割と無礼で無遠慮な性格で、思慮に欠けることもある。
小熊がカブに乗っていることを知って昼食（大抵は通学路の途中にある椎の父親が営むベーカリーでサンドウィッチを購入している）を共にするようになり、その後もカブを通じていろいろ関わっていくうちに、小熊にとって初めての友人と呼べる存在となる。小熊を時々住んでいる別荘に招き、彼女に食事を作ってもらったり一緒にすごしたりしている。自分のカブを整備する時には寝食を忘れ、整備と試走が終わると抜け殻のようになるときもしばしば。
初期は小熊より早く登校し、教室で一人で文庫本や道路地図などを読んでおり、あとから登校してきた小熊と軽く生返事程度の挨拶を交わしていたが、後に小熊とほぼ同時に登校してくるようになる。
カブやバイクに関しての知識はマニアとも呼べる領域にあり、ある程度の改造は自分でこなす。そのため自宅のログハウスにはカブの部品やオプションパーツがたくさん置いてあり、カブの部品確保のためのコネルートも確保している。また、自分の所有物や使用物に対しては強いこだわりを持っており、冬の防寒装備についてもハンドルカバーやウィンドスクリーンなどを「カッコ悪い」と言って有用性が確認できるまで装備することを反対している。
愛車は各所に改造を施したMD90（郵政カブ）だが、2年の夏休みにカブで富士山登頂に挑戦して壊し、次にCT110（ハンターカブ）に乗り換える。
高校卒業後はカブで世界を放浪することを考えており、その準備のために一旦八王子市の実家に戻る。そして両親の出費でパックツアー程度の海外旅行を何度かして、その後は日本国内各地を走り回っており、たまに都内の実家や小熊の家にやってくる。小熊の家で泊まるときは自前のシュラフで寝転ぶため、小熊は起こすときや邪魔な際はその都度踏んづけたり蹴飛ばしたりしている。
恵庭 椎（えにわ しい）
声 - 日岡なつみ
小説版では第2巻から登場。小熊や礼子と同じクラスで、文化祭の実行係。髪はセミロングで、光に当たると「蒼みがかった色」と形容される。色白で、右目の下に泣きぼくろがある。
身長は130cm台と小熊よりも小さく、体型は小学生の頃からあまり変わっていない。漫画版の単行本おまけページでは、身長も小学生のころからあまり変わっていないことが記されている。
文化祭で出し物ができなくなるかもしれないピンチを小熊と礼子、そしてカブに助けられて以降、ふたりとカブに興味を抱き、自宅に誘うようになる。椎は家族以外にたいしての口調は基本敬語。父親の話によると、二人を尊敬しているのだという。
自宅は礼子の通学路の途中にあるスイス風の建物で、両親がドイツ風ベーカリー兼アメリカ風カフェを営んでいるが、自身はいつかこの店をイタリア風バールにすることを目論んでおり、バリスタの勉強をしたり、自分の貯金を使って中古のエスプレッソマシンを購入し、店に置いている。
礼子によると、けっこう男子生徒から人気で、何度も告白をされているという。
2年の冬に事故で川に落ちたところを小熊に助けられて以降、小熊とカブに好意を抱くようになる。
昼食にはパスタを持ってきているが、麺類はラーメンや蕎麦をうまく食べられなかったりする。
移動手段は父親から与えられた小径車のアレックス・モールトンを通学に用いていたが、前述の事故で全損してしまい、リトルカブを購入している。
セリエA・ラツィオのグッズを愛用するなど、水色が好み。
高校卒業後は小熊とは別でミッション系私立大学に一般入試で入学し、二子玉川の親戚（父親側の知り合い）所有のマンションで独り暮らしをしている。当初は転居先の決まらない小熊も転がりこんでくると思い、おそろいの物まで揃えていた。そして入学早々勧誘されたフットサルのサークルに入り、椎含め一年生五人だけのチームの勃興に夢中。小熊の家に招待された際にも、リフティング練習に励む。

### 恵庭家
恵庭椎の家族。元々は東京に住んでいたが、妹の慧海以外は北杜市に移住し、慧海も椎が高校3年生の時に北杜市へ戻っている。
全員欧米好きではあるがそれぞれ好きな国がまちまち。上述のベーカリー兼カフェ「BEURRE（ブール)」を営んでいる。
恵庭 慧海（えにわ えみ）
小説版第3巻から登場。椎の2歳年下の妹。東京の中学校に通っていたが、高校進学を機に北杜市に戻り、小熊たちが通う高校に入学する。高校1年生。
170cmを超える長身で、姉とはあまり似ていない猫のような目と細い輪郭の顔立ち、オレンジ色を帯びたように見える色の髪を後ろでポニーテールにしている。
これから起こるであろう戦火や災害に備え、常日頃から自らの生存能力を高めるための鍛錬と準備に時間を費やしている。過去にはフランス外人部隊に入隊することまで考えていたが、女性に入隊資格がないと知って諦めている。
多くのポケットを持つジャケットを着ているが、ジャケットには生存のための用品用具を忍ばせており、食事のときには脱ぐように指導されている。後に小熊からプレゼントされたバイク便ライダー用メッシュベストに装備を入れ、通学用のディパックに入れていて、いかなる時も制服姿から即座にベストとクライミングパンツのアウトドアスタイルに変わることが出来るようにしている。インスタントラーメンは「数多くの冒険家や登山家、また被災者に支持されている、非常に合理的な食料」、ニシキヘビに遭遇すれば「あれは不味いので食べないほうがいい」など、いちいち思考がサバイバル系。小熊も、富士山登頂企画の際には、慧海に連絡し状況判断の確認を取っている。
年下ながら小熊にとっては最も影響を与えられた人物。そして彼女がいつも重んじていたのは、物事の適材適所を最善の形で実行する事である。もう今度こそどうしようも無いと弱音を吐きそうになった時にふらりと現れ、一緒の時間を過ごしてくれている。小熊に、人の作った物が人に直せないわけがありませんとの答えは、小熊がしぶとくこのカブに乗り続ける理由を得た気分を得ており、何度かカブを手放そう慧海に押し付けようとさえ思ったこともあるが、あらゆる状況における生存のみを目的に生きている彼女に、簡単に死ぬ奴だと思われたくない、これから先も慧海と対等で居続けるには、カブに乗る人間としての自分を殺してはいけないと、自らを律するための存在と意識している。このため生存能力が高そうな慧海の方によく連絡を入れてくるので、取り次ぐ椎はやや不満げ。
クラスの内外で女子にもてるらしく、お目付け役の姉が居なくなったことで、一緒に通学したいという同級生や上級生の女子が寄ってきて、学校に着く頃には別の重荷を何人も抱えていることが多い。
姉のことは姉と呼ぶよりも椎と呼び捨てることが多い。口調はやや軍人口調。
バイクに興味を示さず、それまで散財とは縁遠かったが、棒人間の解体屋で史が欲しがっている二十年落ちのベスパ50ｓを見つけ、即決でローンを組んで購入。史のモトラと互いのバイクをシェアしている。
休日はひとりで山や森林に入って過ごすことが多い。
父親
声 - 宮本崇弘
小説版第2巻から登場。180cmを超える大柄で、ひげを生やしている。元々は東京の商社に勤務していたが、脱サラし北杜市で店を開いている。
ドイツ系が好みで、店にドイツ風ベーカリーを設置しているのは父親の趣味である。商社を退職して山梨に移住するまで、ずっと江戸川区の平井に住んでいた。
椎にアレックス・モールトンを買い与えたり、防寒に悩んでいる小熊に殆ど着ていないアブラッシブ・ウールのジャケットをあげるなど気前は良い。礼子が昼食用に買っていくパンも「商売は東京で会社勤めしていた時に充分したから」と、物の割にかなり値段を安くして売っている。
母親
声 - 筒井真理子
小説版第2巻から登場。金髪で赤いワンピースに白いエプロンドレス、スカートを持ち上げる挨拶をするなど、ミュージカルのアニーを思わせる外見や仕草で、椎は小熊や礼子に紹介することを恥ずかしがっていた。父親の話によると、母親はボタン付けもできないという。
アメリカ系が好みで、店にアメリカ風カフェを設置しているのは母親の趣味である。椎によると、若い頃、WECレーサーとしてトワイライトの中を飛ばすことを夢見ていたという。
普段はシボレーのトラック（漫画版では初代シボレー・C/Kが描かれている）で外出しており、日中店にいるのは稀である。
祖父
小説版第3巻から登場。全国を軽キャンピングカーで旅して回っている。軽キャンパーを買うまでは何台かのキャンピングカーを乗り継いでいる。小熊がバーベキュー・パーティーで一緒になったときに本人から聞いた話によると、旅の目的はアイドルユニットの追っかけで、地方で行われるイベントで仲間とよく話題になる宿泊先についてよく「ホテルは家から持ってきた」と自慢していたという。
国内外の幾つかのキャンピングカー製作、販売業者とコネがあるらしく、いつか小熊がキャンピングカーを買うことになったら相談して欲しいと言って、連絡先を教えていた。マルーンの女が勝沼に持ち込んだエアストリームは、小熊がそのコネを当てに、手に入れる手伝いを頼んだもの。決心や手配に時間がかかると踏んでいたが、行く先々で女にもてて困ったと自称していた椎の祖父は余計なお節介を焼いて、そういうことなら今すぐに買ったほうがいい、男と女の関係はそういうもんと斡旋した様子。小熊は早く調達できたのは女が失礼な事をして急かしたのではと思っていた。

### 高校関係者
小熊が通う高校およびアルバイトで訪れる高校の関係者
教頭先生
声 - 星祐樹
小熊が通う高校の教頭先生。
小説版、およびテレビアニメ版では、カブに乗り始めた小熊に、自身が以前にカブで使っていたという前カゴをプレゼントする。この前カゴは小熊のカブの予備収納となり、普段はほとんど活用されていないものの、事故などに遭遇する度に小熊の窮地を救う活躍を繰り返したことから、小熊に愛着を抱かせることになる。
アニメ第4話では小熊が2年次の夏休みに入る際、甲府市にある甲府一高との学校書類を運搬するクーリエのアルバイトを紹介している。
担任教師
声 - 原えりこ
小熊のクラスの担任教師。アニメ版では第6話に登場。小説版、テレビアニメ版では女性教師となっている。
修学旅行でカブで来た小熊を説教し、自由行動日についても注意を施しているが、アニメ版では数学教師（声 - 下鶴直幸）と一緒に説教している。
小熊が事故で入院した際真っ先に見舞いにきたが、バイク禁止で入寮しなかった女子寮の件もあって「バイクに乗るのはやめなさい」と諭しにくる。担任は寮を強く薦めていた。
小熊たちが最後の挨拶に来た際には、卒業式を途中で抜けだしたこともあり、一通りのお説教をした後、足を骨折し卒業まで危ぶまれながら、懲りる事なくカブに乗っている小熊にバイクでも何でも趣味にかける時間とお金はほどほどにすること、それで人生の色々な事がうまくいく、あなたほど善良で大人しく手のかからない生徒は居ないと思っていたことと共に、今になってみると、良くも悪くも私を教師として最も成長させてくれたと謝辞を述べる。
漫画版では眼鏡をかけた初老の男性となっており、原作では教頭先生が持ってきたカブの前カゴをプレゼントする役割を兼ねるほか、アルバイトの給金も小熊に手渡している。
国語教師
声 - 茅原実里
小熊がクーリエのアルバイトを始めた際に届け先の甲府の高校に勤務している教師で書類のやりとり相手。 漫画版では林 みのり（はやし みのり）という名前が設定されている。
文芸部の顧問であるが、その日焼けした容姿から小熊は当初体育教師か運動部の顧問と思っていた。また椎の窮地を救うため、小熊と礼子が機材を借りに訪れたとき再度登場。小熊や礼子が乗ってきたカブに魅せられ、自分も実家に眠っている祖父のカブを整備することを考える。山梨県外の出身。
その後小熊に親戚が経営する医療検査会社のアルバイトを紹介している。
アニメ第4話では甲府一高の文学部顧問と紹介している。
手芸部顧問
声 - 白須慶子
小熊が通う高校の家庭科教師。漫画版ではボブカットで眼鏡をかけている。アニメ版では眼鏡なしでショートカット。
椎の父親から貰ったジャケットをライナーに調製するため小熊たちが訪れ、なかなか目にかかれないアブラッシブ・ウールの生地に驚きながらも生徒の健康のためとして仕立に協力する。小熊にはインナーベスト、礼子にはソックスに、椎にはポットカバーにしてあげた。小熊は後に自身が所有していたデニムの傷も直してもらう。以降もハンドルを左右に往復させる自動編み機で冬用ソックスも編んでくれ、首元から鼻までと口周りの防寒もウールのネックウォーマーを作ってくれた。これ以降は小熊も、大学推薦入学の足しとして、手芸部に幽霊部員として籍を置くようになる。
職員室ではいつもペーパーバックの海外小説を読んでいる。
伊藤 史（いとう ふみ）
小説版第4巻から登場。慧海の同級生で、高校1年生。小熊が高校3年生の時に、小熊たちが通う高校に入学した。
青白い肌と長い黒髪、黒のロングコートというその容姿は幽霊と見まごうほどで、生気が全く感じられない。小さいころから身体が弱く学校も休みがちであった。
慧海は「最小限の力で生きている」と評し、興味を持ちつつも心配している。
家は学校と椎の家の中間くらいの場所にあり、5分ほど歩くと後に小熊と礼子に整備してもらうバイクが置いてあるガレージがある。史の父親によると、史の祖母のために自分の父つまり史の祖父が買ったものだという。その後史も慧海といっしょに免許を取得し、整備してもらったホンダ・モトラを愛車とする。ただしモトラは慧海が借りて乗ることのほうが多く、史は性能よりスタイリング、また映画と藍地の店で見た印象だけで気に入ったベスパが欲しくなって、お金を貯めている様子であるが、慧海がベスパを購入し、互いのマシンをシェアしている。
父は昔の文豪のような、肋骨まで浮き出るほど痩せこけた風貌だが陸自音楽隊の三佐で、トロンボーン奏者。飾ってある若い頃の写真の印象からは、黙っていても女が集まってきそうな感じをしている。後に楽器を運んで移動するためのクラウザー三輪バイクを買って愛用する。

### 病院
小説版5巻にてタクシーとの事故のため入院した小熊と同部屋の入院患者。
中村 良未（なかむら りょうみ）
テレビ局の下請けの映像制作会社に勤務していたが、もらい事故で入院。怪我はほとんど回復しているが、手厚い補償もあって退院に踏み切れない。入院生活は部屋の患者で一番長く、部屋の主的存在。いろいろと面倒見がよい。
会社は入院と同時に辞め、入院中にVTuberになり、小熊も入院中映像制作を手伝う。バーチャルアイドルの製作支援も行い、小熊もモデリング素材になるという体験をする。
実務経験を買われ他社の社員が何度か病院まで引き抜きに来ているが、もうテレビの仕事をする気は無く、退院したら実家に帰って家業を手伝いながら趣味の釣りに勤しむ生活を送ろうとしている。
桜井 淑江（さくらい よしえ）
清里高原の教会でシスターをしている。昇仙峡にて愛車のホンダ・NSR250Rで自損事故を起こし、小熊より1か月ほど早く小熊と同じ大腿骨骨折（左足）を受傷している。礼子とは知り合い。小熊との初対面時に無遠慮にカブを馬鹿にしたことから、小熊から「馬鹿」認定をされている。
長野県黒姫生まれの日本人だが、姿はアングロサクソン系の長い金髪と澄んだ緑眼を持つ美少女。髪は染めていると思ったがそうでないらしき天然の金髪。瞳も特に意識せずに見ていると灰色っぽい色であるが、日の当たる場で間近に見ると緑色にみえる。本人は詳しく話そうとしないが、両親との会話では英語を話しており、小熊が学校英語程度のヒアリング力で会話を盗み聞きすると、ミシシッピの由緒ある家の娘のようである。両親は2〜3日に一度は見舞いに来るが、見た目と会話からするとアメリカ人のようである。
食事のたびに何かしら副食を食べていて、三度の食事の合間にもおやつや夜食をよく食べている。一応聖職者としての戒律を守っているからか、金曜日のおかずに肉料理が配食されると他者（後藤など）に譲り、売店で売っているサバ缶などを代わりに食べる。
シスターとして正社員採用されているため、自損事故ながら通勤中の事故として労災が認められ、何枚かの書類を出しただけで充分な補償が受けられるようである。
周囲には隠していたものの、入院の原因となったバイク事故によるPTSDを抱えており、そのことを見抜いていた小熊からは、再びバイクに乗る決意も降りる決意もできない煮え切らなさを批判的に見られていた。小熊の荒療治により、何があってもバイクに乗り続ける決意を固めるものの、退院当日、納車されたばかりの白いホンダ・フュージョンで事故を起こした。原因はアクセルの開けすぎで、ホイルスピンで横一回転し、その後路上でバウンドし縦に一回転して振り落とされ、即日右足大腿骨骨折で病室に逆戻りとなる。その右足もある程度治癒し外出許可を得た矢先、フュージョンの修繕をしようと中腰で点検していてよろけ、左手首の剥離骨折を追加した。
その後「8」で小熊と再会したときはPTSDを乗り越えてNSR250Rを修復しようとしていることが明かされたが、腕利きと聞いた修復依頼先が高校時代の小熊や礼子の行きつけのショップであることはまだ知らない。
なお、作者のトネ・コーケンが「カクヨム」上で発表したWeb小説『カブたん』にも同姓同名の人物が登場するが、関連性は明かされていない。
後藤 治李（ごとう はるり）
転倒で肋骨と胸骨を骨折している。外見は薄幸の女性を装っているが、日がな一日ノートパソコンに張り付き、掲示板やSNSで相手とやりあう毎日を送っている。他人の不幸を見て喜ぶ性癖の持ち主。小熊が退院して見舞いに来たときにはモンド映画を鑑賞していた。
小熊と同様に両親がいない。友達もいなくて仕事も底辺、趣味もないと意識しており、小熊のことは見舞い客がひっきりなしに来るのをみて、自分とは別種の人間だと気づいた様子。
小熊が外出許可を受けてシノさんの店に訪れる際には、誘われて一緒に外出した。
壁には甲府のIT企業系製造業者のネームが入ったネズミ色の作業着が架けられている不正規雇用者。自宅での事故なので労災は出ないが、入院費用は職場で雇用保険の替わりに加入させられたという生活障害保険で賄われており、給付金は月に数百円という掛け金に相応の額になっている。
入院中の娯楽や暇つぶしがパソコン一つで間に合い、後はお菓子とジャンクフードを食べるくらいしか趣味の無いようで、入院生活に不自由は無い様子。病院食はいつもは半分以上残す。小学校の頃からずっとネットばかり見てて、学校出て就職してもずっとそうしてきたというが、それがなによりずっと面白かったとしている。

### 大学
小熊が通っている大学の関係者。先行して執筆されたカクヨム版『スーパーカブ大学編』に登場し、後に本編でも、小熊が大学に進学する小説版第7巻より登場する。
節約研究会（セッケン）メンバー
安くて美味い食事処を見つけたりスーパーの閉店前値引きの活用、廃食用油由来の石鹸の製作と大学祭での販売といった「節約生活の研究」を表向きの活動としているが、実は合法ぎりぎりの手段を駆使して入手した遺品や不法投棄品、倒産品、また警察での保管期限を過ぎた拾得品や事故物件といった出所の金目のものを清掃、整備、リフォームなどを施して転売し大きな利鞘を稼ぐことを生業としている。
竹千代（たけちよ）
経済学部の3年生で、節約研究会（セッケン）の部長。わずかに三河弁の訛りがある。愛知の由緒正しき名門に生まれ、15歳で家を出奔後、小熊が親に逃げられたのと同じ頃に実家との縁を自ら絶ち、以来他人を騙しちょろまかすことで暮らしてきた。節約研究会の実質的な活動は彼女の才覚によるところが大きく、高級機械式腕時計の再整備については彼女への指名が入るほどの腕前を持っている。
名前は男性風であるが黒髪ストレートロングの女性で、名前が本名であるかも不明。名字も不明。小熊が入居した町田の古民家は節約研究会の活動領域に含まれており、自分の持つ広い情報網からそこに新たに入居してくる小熊の人となりを聞きつけ節約研究会に勧誘する。小熊は直感的に彼女を「近づいてはならない危険人物」と認識して関わらないようにしているが竹千代の思惑に巻き込まれることも多く、結局のところ釈迦の掌から逃れられない西遊記の猿のような気分にさせられる。小熊に接近してきた理由の一つは、次期部長を頼みたいらしいのだが、小熊はまっぴらごめんとしている。
小熊も春目やペイジらを扶助、保護している点については、竹千代を評価している。
他大学の教授にまでその名が知れ渡っているほど優秀な学生で、入学以来他サークルだけでなくモデルやタレントの事務所が何度もスカウトしに来ているという。特に美貌に釣られて来た人たちは彼女の受け答えや語り口に惹かれて何度も来るが、私には成すべき大事があると言って全て断っている。
見た目が目立つので異性も寄ってくるようだが、小熊も学食で他人の食べ残しを平気でヒョイと食べるところを目撃したり、他にも税金というものを一銭も払ったことが無い、着る物食べる物、住む場所までタダで手に入れているなどの逸話が伝わる程の人物。学内でも「あのケチな人」で通じている。
春目（はるめ）
節約研究会部員。小熊と同じ人文学部の1年生。容姿は緑色のセミロングに緑色のワンピースを着ている。
小熊との初対面の時、大きめの冷蔵庫を押して歩いていた。繋がりを持ったのは、この冷蔵庫を小さな台車で運んでいる様を見かねた小熊が助けてあげたことがきっかけであり、スーパーカブなら程々の荷物であるため運んであげた。以来、春目は小熊が部室に来るたび、騎士か王子様を見るような目をしている。
拾い物に関しては独特の嗅覚を持ち、暇な時はいつもゴミ捨て場や不法投棄の多発している場所を徘徊。春目が淹れる熊笹茶の熊笹は某所から摘んできたもの。
普段から多摩の里山をおんぼろ自転車で走り回り、食用や薬用、染色に使える野草を探し回っている。音のうるさい自転車はその後小熊の手でメンテナンスを施される。
激辛料理は好きなようで、危ない薬を体内に取り入れたような恍惚とした表情をして延々と食べていた。
両親を震災で失い、孤独の身である。カクヨム版7巻で、住んでいた自治体の福祉担当者の怠慢で、ろくな扶助が受けられぬまま高校を中退しバイトで食いつないていたが、社会への適応能力に乏しく暮らしに行き詰まる。小熊が高校に通いながら同じカブ仲間と共にバイクで出来る色々な楽しい事を追求していた頃、自治体の紹介であまり良好な就業環境とはいいかねる広告会社に勤務。カブに乗って宣伝商材をポスティングするスタッフとして働き、人員不足のしわよせで課せられた過重なノルマ消化で雨の日も雪の日もカブを走らせていた結果、過重労働で部屋を出られなくなり無断欠勤扱いであっさり解雇されたことが語られる。
竹千代の話しによると、餓えて死にそうになり、山に入り食べられる草をむしっていたところで竹千代に出会ったが、山野で素人が見つけるのが案外難しいはずの食用可能な野草や木の実を選んで摘む能力に竹千代は注目、春目を保護して自身への忠誠と引き換えに、検定資格の取得と大学進学の面倒を見たという。こうして大学へは高認を経て入学した。カクヨム版大学編によると、入学して間もない頃に詐欺に遭って無一文になり、竹千代に拾われて以来ずっと研究会に在籍している。震災で両親を失ってから何度も人に騙され、飢えて死にそうになった経験も数えられない程とされる。
上記のとおりカブの操縦技術自体は一定程度有していたが、スーパーカブに嫌悪感を抱く。これは心的外傷によるもの。カブでの仕事に入った頃に、仕事でも住み込みの部屋でも一緒に居た、同じく恵まれない境遇の親友が急病を発症した際に助けられなかったこともあり、心に消えない傷を刻み自らの刻苦の象徴となったカブにはもう二度と乗らないと決めていた。ところが小熊が急病で倒れた際には、先の経験から道の上を走る車では間に合わない、山道を最短で抜けないと手遅れになると判断し、ラッシュで自らの体に小熊を縛り付け、かつて毎日の配達仕事で培ったカブに乗る技術とショートカットの経路を最大限駆使して救急病院に搬送し、窮地を救っている。
その後、小熊から一度貰い事故で廃車にした後で走行できるよう自分で修復したカブ50を贈呈される。春目はカブにはもう二度と触れない、乗らないというが、小熊がくれるというなら家に置いておくと答える。
カクヨム版9では、セッケンの活動としては必要ならカブに乗るようになってきたが、まだプライベートでは乗れていない。
ペイジ
カクヨム版にのみ登場。節約研究会部員。小熊と同じ大学の1年生の赤髪の少女。小熊と同じ学年だが浪人しているので小熊より一つ年上。ロックンローラーにして天才ギタリストを自称。家庭の事情は不明だが、好んで自らをそういう知恵と行動力を駆使しなくては生きられない環境に置いている。
普段はスズキ・ジムニーで東京西部の山中を走行している。小熊もこのジムニーを気に入っている様子。
某大学で准教授をしている叔母（マルーンの女）から小熊のことを聞き、それを又聞きした竹千代が小熊を有望な人材だと判断した。
カクヨム版大学編によると、学内のごみ置き場の脇に研究会で使用している軽バンも勝手に停めペイジが整備している、この軽バンが一番で最高だと思っている、スーパーカブが最も実用的で楽しい乗り物と信じて幾度もそれを実証している小熊に対して、いつもライバル心を剥き出しにしているようである。
饒舌になるのは車の話をする時だけで、普段は物静かな人物である。小熊は機械の扱いがしっかりしている人間は他の部分においても信頼に足るという信念から、ジムニーを改造し操縦するペイジについてはいい奴だという印象を持っている。
書籍版8の設定を引き継ぐカクヨム版9では「本郷の国立大学の『吝嗇（りんしょく）会』」という節約サークルのメンバー「ジェニファー・ペイジ」として登場。550cc初代ジムニーを改造して愛用している以外はカクヨム版8までの設定を引き継いでいない。たまたま見かけた小熊の大学の理学部教授の方から挨拶に来るほど優秀な学生。小熊の依頼で南海を本学のナイトピクニックサークルに紹介する。
カフェテリア学食のウエイトレス
『8』までは「赤い髪のウエイトレス」としか述べられていなかったが『9』にてオハイオから来た留学生「ウェンディ・ティムホートン」と明らかになった。留学の際、小熊が辞退したことで空いた寮の部屋に入居することができた模様。竹千代に憧れており、竹千代が何かと構ってやる小熊には妬きもちもあって無愛想な態度を取っていたが実は好意を持っており、徐々に友人関係を深めていく。

### その他
シノさん
声 - 魚建
北杜市内でバイク店を営むスキンヘッドの初老の男性。カクヨム版では姓は篠原とされていたが、書籍版では本名不詳。小熊にいわく付きの中古スーパーカブ50を1万円という破格値で販売し、それ以降もオイル交換やタイヤ交換のやり方を教えたりするなど、小熊のカブのある生活をサポートする。小熊の最初のオイル交換を初回サービス価格にしたり、純正の補修部品を市価より安く販売するなど、商売っ気はあまりない。またキャンペーンと称して小熊にヘルメットとグローブをプレゼントしている。
腰痛持ち。また喫煙者で、愛用は微かにスミレの花の香りのする沖縄煙草。
後に小熊も整備設備を借りるため長居することもあり、小熊に客のバイクや解体屋で出た掘り出し物の廃車を、バイクや四輪免許を取って以降はトランポで、取ってきてくれと何度か頼んだこともあるほか、小熊もある程度の荷物を運ぶ際にサニートラックを借りたりしている。また、いつも店の隅にお茶が飲みたくなった時のための湯沸しポットがあり、小熊は勝手に使っていてそのうちに自分のコーヒー豆を持ち込むようになり、店に来た客へのコーヒーとしても提供することにもなる。
年齢の割に趣味が若者寄りで、ミニカーやマンガ、深夜アニメ好き。しかも録画ではなく放送をリアルタイム視聴するため、必然的に朝が遅くなり小熊たちは早朝のトラブル対応のアテにしていない。店に飾っているバイクのミニカーやプラモデル、ラジコンなどのオモチャに、小熊も礼子も興味を示さないことを不満に思っている。
書籍版では礼子が手放した郵政カブを引き取り、修理・改造して自分用に保有している。
山小屋オーナー
声 - 石井康嗣
本名不明。富士山五合目で山小屋を営む。礼子が富士山にて頂上へのキャタピラ運搬車への荷物積み込みのアルバイトをする際、「富士山をバイクで登りたい」という事情を聞いたうえで採用し、さらにバイクによる登山の許可関係をクリアするために、ブルドーザ登山道の走路確認という本来は存在しない仕事を礼子のためにでっちあげ、礼子の夢への挑戦を後押しする。
元々は登山家であったが、凍傷で足の指を全部失い登山家を引退した。礼子がカブで頂上へ登るのに苦難している時にアドバイスを送っている。
1年後の雑誌企画でも、スタッフらの運搬に協力した他、小熊と礼子が自分達のカブで登頂達成した際に、動画撮影に同行する。
浮谷 東（うきや あずま）
小説版第4巻から登場。指定の道順で指定された医療機関をめぐり、検査物の集配をするルート便のアルバイトで知り合った医療検査会社の社長の紹介で小熊がアルバイトをしている、甲府のバイク便会社の女性社長。幼さが残る容姿で背も低い。マッシュルームカットっぽい髪型で、小熊の印象は昭和時代の子供が会社に迷い込んだ雰囲気、風貌は赤塚不二夫の漫画にでてくる眼鏡をかけた女のコ風。
現役女子高生である小熊に、制服で会社に来るようにいっているが、小熊は断っている。
仕事は急を要する案件も多いが、できる限り断らず依頼を引き受けるのを旨としている。
ドーナツが大好物。
バイクの乗り方に癖があり、他のライダー達にも認識されている。
事務所の鍵をかけ忘れかけるなど、日常面でもやや粗忽。小熊からすると、自分のバイクに名前をつけることも含め、相容れないのは砂糖をたっぷり入れた甘いコーヒーが好きなことや、靴紐が嫌いで長靴タイプのブーツやベルクロのスニーカーを履いていることなどあるが、さらにソファに半ば寝転がりながら食べていたり、カクヨム版のエピソードでは映画のまねごとをして愛車を破損させ、勝沼まで修復部材を買いに来たところを居合わせた小熊に捕まり、正座させられ説教されたりと怠惰で杜撰。カクヨム版ではシノさんに問われると私や礼子と同じく、死んだほうが世の中のためになる類の人間と答えているが、実際には浮谷に好感を持ち、依頼があれば即応する積もりでいる。小熊からみて浮谷は、法や世間のモラルより信頼出来る行動時基準を持っている人間で、頼りなくも時々聡いため、だらしなく曖昧な関係のほうが似合うと思っている。浮谷も小熊に信頼を寄せており、長野黒姫の地震災害で浮谷はてっちゃんという親友を助けるために向かうことを決意し、仕事の処理だけはしておこうと会社の従業員に連絡を入れたのに加え、期間限定バイトをしているだけの小熊にも電話している。その結果小熊は礼子を誘い、必要物資を三つの孤立集落へと運び上げ、急病人を麓まで搬送するなど、救援活動が本格化するまでの二日間を黒姫で過ごすことになる。
甲府のタワーマンションに住んでいるが、自炊は基本的にしない。東本人によると、箱入りで実家で何不自由なく育てられてきたという。親の世話焼きから逃れたくて起業したようであるが、住処のタワマンは親名義。さらにまだ親からお小遣いを貰っている。
愛車は「カラス」と名付けた黒いホンダ・フュージョン。愛車の扱いは小熊も上手いと認めている。
パンク少年
セミレギュラーとしてたびたび登場し、主に乗っているプレスカブのパンク絡みのシチュエーションで小熊の前に現れる少年。具体的な年齢や名前は描写されておらず、登場するたびにルックスの描写が変化している。小熊もこうした少年と何度も顔を合わせていることに思い至る描写がないなど、登場する少年がすべて同一人物かどうかは曖昧に描かれている。漫画版には小熊が鎌倉に行く途中の道中で登場する場面があるが、テレビアニメ版には未登場。
カブに対して深い愛着や執着心を持つものの、小熊とはその方向性がずれており、特に小熊が重視している車体の整備に疎いことなどから、登場するたびに小熊から白い目で見られている。ただし当初はパンクの修理の手際はかなり悪いものだったが、登場する少年はその度に腕を上げている様子も見せている。アニメファンであるらしく、愛車のカブを痛車仕様にしている。また女性と絡む描写もある。

マルーンの女
小説版第4巻から登場。氏名不明。マルーン色のレクサスSUVに乗り、スーツもマルーン色で固めている。
大学教授の娘で、本人も民俗学者。自らが「成城の大学」の准教授になるため、大学の同級生だった藍地の研究成果を求めて彼のところへ押し掛けてくる。本人曰く、藍地とは「かつて愛し合っていた」。極めて押しの強い性格。
父が教授をしている大学の付属校から、そのまま父のゼミがある民俗学科に進む。
のちに小熊が入居することになる町田の古民家は、元々藍地を山梨から連れ戻し、同居する家を建てるための用地として、マルーンの女が古屋付き土地の状態で購入の仮契約をしていたもの。小熊のアドバイスで最終的にキャンピングトレーラー（エアストリーム）を藍地の店に引き込み、押しかけ同居したため、必要のなくなった町田の古家を小熊に紹介し、賃貸で借りられるように手配する。
棒人間/藍地
小説版第3巻から登場。勝沼でバイクの解体業兼中古部品販売業を営む男性。勝沼の解体屋は小熊らの行きつけ。「鉄棒を何本か組み合わせて作ったような体に、オイル缶にいくつか穴を開けて目鼻っぽくした頭」をしており、「蒸気がボイラーから漏れるような」聞き取りづらいボソボソとした声で話す。年中、夏も冬も変わらない灰色のツナギ姿でスキンヘッド。店では普段いすに腰掛け、部品を黙々と磨いている。
解体屋は広域農道「フルーツライン」の周辺が果樹園である地域の一画にある。広い板囲いの中で、多数のバイクとその部品が野ざらしになっている状態だが、どんな中古部品業者より安く、部品の状態も良好で、シノさんの話によると有名なカスタマイズバイクのショップや、メーカーのレース活動部門の人間が、希少な部品を探しに来ることがあるというほか、希少なバイクの修復を行っているレストア業者やバイク雑誌の関係者、さらにメーカーの人間も本社にもう無い部品を探しに時々顔を出すという。
元々は民俗学者だった。マルーンの女の父の論文を読んで大学への進学を決めたといい、彼もまた大学時代は奨学生であった。ホンダのオフロードバイクでフィールドワークに駆け回り、論文もレベルが図抜けているなど将来を期待されていた。フィールドワークの途中にアイヌ祭祀のイベント企画を手がける両親に祭祀に従事させられていた紫髪のアイヌの少女に遭遇して親元から助けたことを契機に大学から去り、自活出来るようになるまで、保証人として少女を扶助し、少女の大学進学と共に一切の関係を絶って、少女が通う東京八王子の大学から適度に離れた勝沼の店の二代目店長となった。
店の精算方法は重量に応じた金を払うという明快なシステムで、しかも長らく商売っ気のない、安目の単価で全ての中古部品を投げ売りしていたが、マルーンの女が同居しだしてから（おそらくは彼女の指図で）部品ごとに小分け包装して細かく値付けするようになり、全体的には値上がりしたことから、小熊は軽く怒りを覚える。
カクヨム版では、敷地テント裏手のコンテナハウス前にかつて乗っていたと思われる、二灯のヘッドライトを備えたBAJA仕様と言われるホンダ・XLRが停めてあって、小熊が見たところ、長期間乗られてはいないが、今にも走り出しそうな完璧に近い整備が成されている様子。書籍版では藍地は同車を手放しており、それをアイヌの少女が直して使用しているが、整備が行き届いておらず、動くのがやっとの状態。
小熊にはのちにマクラーレン・F1のFACOM製車載工具をお礼にプレゼントしている。
藜（れい）
カクヨム版大学編に登場。失踪した小熊の実母が連れてきた、内縁夫の息子。小熊が大学1年目の晩夏から初秋頃、事故を起こしてカブを崖から落として大破させた頃に、小熊の母とやってきた。内縁夫（藜の父親）は小熊の母と藜を捨てて、サドゥーと言われる苦行僧に憧れてインドに行ったという。小熊の母は一人内縁夫を追うため、翌朝、藜を小熊の家に置き去りにしたまま姿を消した。
小熊はカブを直すための助手役として、カブが直るまでの数日間、ガレージ（ISOコンテナ）に宿泊させ、とりあえずの期間生きていく為の食糧と用具を与える。着るものは節約研究会の面々に調達してもらったもの。節約研究会の面々にはその後も色々便宜を図ってもらった。カブを直す手伝いを通じて、色々なスキルを身に着けていった。食事用具は小熊が高校時代に使っていたメスティン他を貸して、それを使って米を炊飯させて毎回の常食にさせる。そして朝に炊いたご飯の粒が綺麗に洗い流されているのを確かめ、とりあえず彼が几帳面な性格だということを小熊は理解する。
出会った際に戸籍謄本を所持しており、父は存命だが母は13年前に亡くなっていた。生年月日から出合った時には15歳で、整備期間中16歳の誕生日を迎えた。
自らを捨てた父を今でも思慕しており、父親からの貰い物らしき立派な仔牛革のトランクを唯一の繋がりとしてずっと肌身離さなかった。しかし後に自らが生きていくため、竹千代に売却。その金で小熊所有の磨耗し老朽した廃棄部品を寄せ集めで構築する自分用カブの修理を依頼。免許を取得して小熊のもとを旅立つ。
本籍は北海道だったが、小熊の母親は最初から藜を押し付けるつもりだったのか現住所を小熊が現在暮らしている部屋に変えていたため、免許証用の住民票や諸手続きをすぐすることができた。
自分の進路を、カブの修理が終わるまでに決めさせられる。小熊は自らと同様に奨学金で学校に通う道を勧めたが、竹千代が勧めた沼津の定時制学園と、竹千代がコネを駆使して差配したアンティーク・アウトドアグッズの店に住み込みで働く道を選ぶ。
女性（小熊以外）から放って置けない愛されキャラであり何かと親切にしてもらえることが多いが、本人にはその自覚も小賢しさもない。他人との関わりの計算高さでは小熊が一目置く竹千代でさえ藜には無償の協力を惜しまなかったが、その理由が不器用な恋心であったことに小熊は気付く。
なお「藜」という名は、作者であるトネ・コーケンの旧筆名と同一。
砂付 音々（さつき ねね）
公式のスピンオフコミックス『スーパーカブRei』に登場する、礼子の幼馴染。礼子よりは5歳年上であるが、身体は小さい。祖母が礼子の実家で家政婦をしている。兄がおり、兄のバイクのカタログを礼子に見せたりしているが、自身はベスパを愛車としている。
礼子が北杜市に移ったあとも夏休みを利用して礼子の一人暮らしぶりの様子を見に来てしばらく滞在したりと、世話を焼いている。
春根 リイナ
公式のスピンオフコミックス『スーパーカブRei』に登場する、礼子が富田林市のパーツ会社・TAKEGAWAで出会った地元在住の大学生。バッファローズのレプリカユニフォームを着ていた。
富田林（とんだばやし）が読めず、山梨から郵政カブでやって来た礼子に興味を持ち声をかける。
葦裳 聡（あしも そう）
『8』から登場。国立府中にある女性ライダーのみのバイク便会社「P.A.S.S」の女性社長。小柄で着ている白い衣服よりも白いと思わせるほどの白い肌。山梨でのバイク便ライダーとしての噂を聞きつけ「東京にくるなら是非我が社で」と浮谷経由でオファーしてきた。会社に仕事の引き合いは多いが、社員の労働負荷を考慮し、報酬について適切な水準を維持できるだけの受託にとどめている。また法曹関係のみならず債権回収関係までものコネクションを持ち、社外トラブル対応も完璧である。
登場時は会話でも雪のように響く最小限の適切な言葉しか発せず、行動の全ては完璧な計算のみに基づくとする感情を持たない機械のような人物描写だったが、カクヨム版9では「寂しさ」を知覚し感情を学習し始めた進化型人工知能のような幼児的成長過程行動を取り始め、秘書の重美の手を煩わせるようになった。小熊と友達になるべく、小型二輪免許を取得しスーパーカブを手に入れた。
当初はC125を購入したが、17インチのC125は小柄な彼女にはしっくりこなかったため試走しただけであっさり放棄し、14インチタイヤのカブブロ110に買い替えた。粗大ゴミに出されそうだったC125は、小熊のP.A.S.Sで引き受けた業務成果に多大な貢献をした報酬として、南海に譲られた。これで南海ともカブ友達になれたと思っている。
吉村 南海（よしむら なみ）
カクヨム版9から登場。登場時点で地元の高校に通う2年生。手編みの桜色のカーディガンが印象的な少女。深夜散歩を日々の充足としており、いつも最後に南大沢幹線道路沿いのハンバーガーショップに立ち寄り、2階の片隅の席で動画を見るのを楽しみにしている（自宅は道路反対側の丘の上のタワーマンション）。そこでタブレットのバッテリー切れで困っていたところ、たまたま書類仕事で来ていた小熊が見かねて充電ケーブルを貸すところから二人の関係が始まった。
一見、暗く人付き合いも苦手のように見えたが、実は周囲の人間が付いていけないほど頭の回転が速いため普通の会話が成立せず、そういった日常会話経験の少なさからとまどっているだけだった。小熊がP.A.S.S経由で受けていたこのハンバーガーチェーンのデリバリースタッフ用マニュアルの監修に、歩行者視点からの注意事項を取り入れるべく協力を頼まれる。
成績の優秀さは大学受験レベルを超越しているが、そこまでとは気づかない担任教師から受験勉強に専念するよう忠告を受けた両親に、深夜散歩を止めるよう言われ途方に暮れていた。互いに友達として確認し合った小熊の紹介で本郷の国立大学のナイトピクニックサークルに他校サークル部員として正式入部でき、担任からの干渉もなくなった。
南大沢と本郷の間の自由な移動手段として、南海と同じく小熊と友達になった葦裳社長からほぼ新車のC125を譲り受け、小型二輪免許も取得した。

## 登場メカニック
小熊のスーパーカブ50
小熊が所有するホンダ・AA01スーパーカブ50。車体色は緑で、旧車体のキャブレター式。世界中で広く普及している原動機付自転車で、カスタムパーツが豊富で交換部品の入手も容易。
物語冒頭にて小熊がシノさんの中古バイク屋で、程度の良い中古車として売られていたものを購入し、そこから本作の物語が動き始める。前オーナーたちが相次いで不幸に見舞われ持ち主を転々としていたことから、小熊が入手した時点では「3人死なせてる」といういわくがついており、それゆえに小熊はわずか1万円という破格の値段でこのカブを手に入れるが、後に事情を知る礼子が語ったところによれば、過去のオーナー3人はそれぞれの事情で手放していただけで噂は尾鰭がついたものでしかなく、人身事故に関わったことはないと明かされている。
全くのノーマルの状態から乗り始めるが、しばらくして礼子のおじである信用金庫課長（声 - 宮澤正）から後部荷台用のスチールボックスを、高校の教頭先生から前カゴを譲ってもらい、積載能力が上がる。また冬季はウインドシールドとハンドルカバーを装着し、寒さに対応している。小説版第3巻、および小説版第4巻では富士登山や災害ボランティア活動に使用のため一時的にオフロード仕様へとチューニングされた。富士登山では礼子の家に転がっていたオフロードタイヤを装着し、前後のスプロケットを交換してローギアード化しただけであったが、途中でキャブレターを分解してセッティングを変えた。災害ボランティアでは富士山に登った時に使ったパーツに加え、カブをローギア化させるハンターカブ用の大径リアスプロケットとそれに合わせた長いチェーン、フルピンのスパイクタイヤを装備。後部のスチールボックスを外し、FRPのバイク便ボックスを積む。ただし小熊はこのカブの不必要な注目を浴びない無個性さを気に入っており、目立つ個性をつけるような改造を避けている。
小説版第1巻の中盤で小熊が普通自動二輪免許を取得したのに伴い、ブロック修正（シリンダー内径を拡大するボーリング加工とオーバーサイズピストンへの置換）により49ccから52ccへとボアアップされ、法的な手続きを行って白ナンバーの原付一種から黄色ナンバーの原付二種の区分へと改造された。これにより、排気量50cc未満の原付一種に課せられている30km/hの低い法定速度や、二段階右折などの不自由から脱却した。
小説版第3巻（高校3年夏の富士登山登頂）、小説版第5巻（高校3年1月における入院事故）、小説版第7巻（大学1年目4月の入学式直前の事故）、およびカクヨム版の「大学編」（大学1年目の晩夏から初秋頃）で、それぞれ無謀な使用で酷使したり、事故に遭って大破したりしているが、外装を激しく損傷したりフレームの変形で修理不能により全損と判定されたりした際にも、DIYでの部品交換や修理によって何度も蘇り、走行可能な状態へと修復された。
なお先行して執筆された「大学編」は後に執筆された本編と設定が異なっており、小熊は大学進学後もスーパーカブ50に乗り続けていることになっているが、後に執筆された小説版第7巻では大学入学時に全損した際にメインマシンの座を後述のスーパーカブ90に譲り、部品取り車という名目で引き取られた後に修復されたスーパーカブ50は春目へと譲渡されている。

小熊のスーパーカブ90
小説版第7巻から登場する、小熊のホンダ・HA02スーパーカブ90。車体色は前車のスーパーカブ50と同じ緑系。小熊のスーパーカブ50と年式が近く性能や特性が似ており、排気量が85ccに向上したことによる劇的な性能向上はないものの、小熊が感じていたスーパーカブ50の非力さや不満点を補うような特性を持つ。
それまでの愛車であったスーパーカブ50が大学の入学式直前に乗用車に追突されて全損と判定された際、保険会社との示談交渉の結果、代替車として無償で提供される。中古車だが新車同然の状態で屋内保管されており、前オーナーの死去や、購入希望者のキャンセルといった事情を経て小熊の手に渡る。販売店に登録を依頼した際に、店員の独断で町田市のご当地図柄入りナンバープレートを装着された。なお小熊は販売店からスーパーカブ90の納車までに代車として貸し出されていたスーパーカブC125も、スーパーカブ90との差額を払うのであれば大幅値引きで販売できると持ちかけられているが、スーパーカブC125との特性の違いには困惑することが多かったため、申し出を断っている。
礼子の郵政カブ
書籍版第1巻で礼子の愛車として登場するホンダ・MD90（郵政カブ）。郵便配達に用いられる90ccの業務仕様の赤いスーパーカブで、後部に郵便小包用の大型ボックスを備える。礼子はこのカブのマフラーを消音機能が備わっていないチタンのショートマフラーに換装しており、各部に青色の改造パーツを取り付けている。
漫画版第2巻の特別寄稿小説と漫画『スーパーカブRei』には、礼子がこのカブを入手した経緯が描かれている。オークションを通じて知り合った前オーナーから大事に乗るようにという約束で譲り受けたものだが、後日、礼子はその前オーナーの訃報を受け取る。礼子は遺言となった「大事に乗る」ことの定義を自問自答した末、車体ではなくカブに乗ることで得られる日々の体験こそを大事にするという結論に達する。
第1巻の中盤、「自分の自由を奪う壁を乗り越える」のに必要な強固な自信を得るため、夏休みに自分のカブで富士山登頂をするという礼子の挑戦に用いられ、ホンダ・CT110ハンターカブ用の110ccエンジンと足回りを組み込まれたオフロード仕様へと改造されるが、礼子が施したパワー優先の調整が裏目に出て富士登山中に低酸素によるパワーダウンを起こし、酷使され転倒を繰り返したことでエンジン、電装、足回り、フレームを損傷し走行不能となる。第1巻の結末で、小熊が修学旅行で礼子と二人乗りをした際に、礼子はこの郵政カブを手放す決意を小熊に打ち明ける。小熊は書籍版で礼子の心情を「今の（郵政）カブに向けていた気持ちが終わった」と解釈するが、漫画版では「明るく振る舞っているけどただの強がり」と解釈している。
比較的簡単に修理可能な損傷で済んでいたことから、礼子が手放した後はシノさんの中古バイク屋に引き取られて修復されるが、手放す前に部品取りが行われており、後部の郵政業務用大型ボックスは以降の愛車となるハンターカブに引き継がれる。
礼子のハスラー50
カクヨム版第1巻にのみ登場する、礼子が所有しているスズキ・TS50（ハスラー50）。オフロードタイプの原動機付自転車で、車体色は黄色。書籍版、漫画版、テレビアニメ版では前述の郵政カブに車種が差し替えられ、登場しない。
富士登山で損傷して手放すのも、カクヨム版以外に登場する郵政カブと同様。カクヨム版の設定では富士登山に使用された際に、車格の異なるスズキ・ハスラー125の事故車から流用したエンジンへと強引に換装されている。

礼子のハンターカブ
小説版第2巻から礼子の愛車として登場するホンダ・CT110ハンターカブ。舗装路にも不整地にも対応する全地形対応のカブで、排気量110ccのエンジンはパワーやトルクで小熊のスーパーカブ50を上回る。未使用のデッドストック品として購入した車体にカスタマイズを施しており、書籍版での前の愛車であった郵政カブと同様に車体色は赤系で、チタンのマフラーや、郵政カブから引き継いだ大型ボックスを取り付けている。本来は無改造のままで優れた性能を発揮する車種だが、礼子は改造を楽しむためにカブに乗っているため信頼性は二の次にされ、徹底して全開走行に絞ったチューニングが施されている。そのせいで冷間時は扱いにくく始動すら困難で、低速低回転ではまともに走れない。小熊からみると非道徳的な改造を施している。従って、富士登山の際には、悪路走破の邪魔になるチタンショートマフラーなど、いくつかの改造部品をノーマルに戻している。
アニメ版では第7話から登場し、合わせてアニメのオープニング映像のカブも変更されている。
富士山登頂企画のクロスカブ
小説版第3巻に登場する、ホンダ・CC110クロスカブ。ハンターカブの後継商品として発売されたオフロード対応のカブで、エンジンが電子制御式で乗りやすく、セルで始動させることができる。しかし礼子は電子制御式のバイクを嫌っており、この車種に対しても「あんなレジャー用のバイク」という否定的な先入観を抱く。
小説版第3巻にて、小説版1巻で礼子が夏休みに挑戦して成し遂げられなかった富士山登山の話を聞きつけたオートバイ雑誌による富士登山が企画される。礼子と共に小熊も同じカブ乗りとして呼び出され、取材のアルバイトとして随伴。その際にホンダからこのクロスカブをほぼ新車で貸与される。小熊は黄色の、礼子は赤色のクロスカブに搭乗する。
慣らし運転を終え、常に雑誌社スタッフから誌面映えする写真や発言を求められながらの環境で富士に挑んだ結果は、雑誌社スタッフの高山病発症により8合5勺目で中途リタイア。ところが、その数日後に小熊と礼子はこのバイクでの登山経験とその反省点を生かし、それぞれの愛車（スーパーカブ50、ハンターカブ）によって登頂に成功する。書籍版第4巻によると、バイク雑誌の企画は礼子と12ページに渡るカラーページで掲載されたという。
椎のモールトン
小説版第2巻で椎が通学用自転車として所有しているアレックス・モールトンの小径車。車体色は水色。劇中では専らメーカー名の「モールトン」の名で呼ばれる。細いパイプを梯子のように組み合わせた華奢なフレームと、ラバー製のサスペンションやロードバイク相当の変速機を備える、イギリス製の自転車。書籍版やテレビアニメ版では、まだ小熊と椎の間に面識が乏しかった物語冒頭の場面に登場して小熊の自転車を颯爽と後ろから追い越し、小熊にカブを購入する動機を与えたのが、実は椎のモールトンであったことが語られている。
元々は椎が中学1年生の頃、父親から押しつけられる形で譲られたもので、当初は愛着もなかったものの、椎の行動範囲を広げてくれる移動手段として、次第にその軽さや楽しさに魅入られていく。しかし小熊からは、自分たちのカブの行動力に憧れ自転車で追いつこうとする椎の様子が危うく見えており、身の丈に合わない努力をしていることを危惧されていた。そして小説版第2巻の終盤にて自損事故により崖から川へと転落し、事故で椎が受けるはずだった落下の衝撃を身代わりとなって吸収したことで、変形や破断がフレーム、変速機、およびリムに及び、礼子の見立てで修理不能と断定された。
この事故は椎をひどく悲しませたが、後になって廃車同然の状態から修復され、小説版5巻において小熊がスーパーカブ50で事故を起こした際には、椎はこのモールトンに乗って小熊の入院先に駆けつけている。椎が小熊に説明したところによれば、シノさんの店でフレームのプレス・熔接による補修、ギア類はメルカリで中古品を取り寄せるなどして修復し、代理店での修繕より廉価に抑えられたのこと。その後は椎のセカンドバイクとなり、大学進学後はリトルカブや地下鉄と併用する形で通学に使われることが言及されている。
椎のリトルカブ
小説版第2巻の結末（アニメでは最終話）で椎が購入する、ホンダ・リトルカブ。車体色は水色。小径の車輪と4速ミッション、電子制御式の燃料噴射装置を備えており上り坂に強く、旧来のキャブレター式を愛好する礼子や小熊のカブと比べ、冷間時にも安定し低燃費で標高の変化にも強い。
格安の中古車として売られていたもので、椎が値切れるだけ値切った後、半分は自費、半分は父親への借金という形で購入費用を捻出した。積載のために水色の後部ボックスを取り付け、それをトートバッグを流用したカバーで包んでいるが、ボックスの色がポリバケツを連想させることや、カバーの柄が椎の下着の好みと同じであることから、劇中ではそのことを幾度も弄りのネタにされている。
小説第6巻の終盤で、椎は反対する両親を説得してこのリトルカブで東京の大学入試会場に向かい、小熊らから密かに見守られながらも挑戦を成し遂げた。
浮谷東のフュージョン
小説版第4巻から登場。浮谷が所有するホンダ・フュージョンで、自分で「カラス」と名付けている。浮谷は同じ車種を3回乗り換え、仕事用に現用しているのは4台目である。
桜井が2度目の事故を起こした白いフュージョンは、元々浮谷の3台目のもので、社用予備兼自家用としていたものを小熊の手配で譲ったものである。小熊も学校そばにある図書館から借りた貴重本を運ぶ依頼を受けた際、この白いフュージョンを使用した。事故後の白いフュージョンは外装のあちこちが割れて、シノさんの手で修理を受ける。解体屋にエンジン焼きつきの廃車として入庫した黒いフュージョンの部品を流用して修理されたため、白い車体のあちこちに黒い外装パーツが取り付けられ、白と黒が混じりの姿になる。
ペイジのジムニー
カクヨム版にのみ登場する、ペイジが乗るスズキ・ジムニー（SJ30-2型）。ジープスタイルの軽自動車で、昭和56年製マニュアルミッションの2ストロークエンジン。ノーマルより車高を上げられている。
ペイジは小熊との会話でスーパーカブの詳細な型番がすらすらと出てくるが、ジムニーに乗る以前はモタード（オンロードタイヤを装着したオフロードバイク）に乗っており、中型二輪小型限定免許を持っていた。
小熊が免許を取って以来借りて乗ったことがあるサニートラックやシボレー、ミニなど古い改造車同様の動作仕様。絶えず高回転を維持していないと性能を発揮出来ない。キャブとチャンバーも替え、ピストンのバランス取りと鏡面仕上げ、ヘッドの面研、ポート研磨を全部自分でおこなっているという。
春目の自転車
小説版第7巻に登場。春目が乗っていたイオンブランドのシティサイクル。
春目が投棄自転車回収のアルバイトをしていた時に貰ったもの。海外生産の安価なママチャリで手荒い扱いにも耐える車種だが、変速機は動かず、油切れでチェーンやペダル、ブレーキなど可動する部分全てが耳障な軋み音を発しており、まっすぐ走らせるのも困難な状態であった。破損などの致命的なダメージは負っていなかったので、見かねた小熊が40分少々の時間で分解洗浄・調整・油差し、磨き上げを行い、日常使用に支障はない範囲での快適な性能を取り戻す。ただしフレームを始めとする基幹部が老朽化しており、小熊の見立てでは、無理な使い方を続ければ将来的に持ち主を殺しかねない破壊を引き起こす状態とされる。
小熊はこの自転車を整備する際、作業スペースを作るために春目が小熊のカブを移動させる仕草から、春目が以前までカブに乗っていたことに気がつき、その後修理された自転車に乗る春目を見て、春目がカブの乗り方を思い出したくなさそうに自転車を扱うのを見て取る。
パンク少年のプレスカブ
パンク少年が乗るカブ。小熊が修学旅行に向かう途中の御殿場で遭遇しパンク修理をしてあげたのは新聞配達用に使用される真新しい青色のプレスカブであったが、少年が物語に登場するたび乗っているのはアニメキャラがラッピングされた痛車のプレスカブなど。
登場する度にパンクを起こしており、小熊は足回りのメンテナンスが疎かになってることが原因の一端と見ている。
藜のカブ
カクヨム版の「大学編」に登場。小熊が大学1年目の晩夏から初秋頃に愛車のカブを全損した際、修復のためにシノさんの中古バイク屋から部品取りのために購入した、北杜市近隣の信用金庫で使われていたカブを修復したもの。大破した小熊のカブから外された部品と、エンジンとフレームを損傷している部品取りのカブに残った部品の、磨耗し老朽した廃棄部品の寄せ集めで構成されている。
藜自身の強い希望により藜が譲り受ける。藜と小熊と礼子が協力して部品を組み上げ、損傷したフレームを溶接補強し、エンジンも礼子が組み直して修正研磨などを施されているものの、エンジンはせいぜいあと千キロメートルを走れる程度の状態で、それ以上を走り続けるには寿命が迫ったあらゆる部品の費用を捻出しながら整備を繰り返さなければならない。フレームの損傷を修正するため塗装を剥いだ際、車体色をブルーに塗り直している。

## 既刊一覧

### 小説
- トネ・コーケン（著）・博（イラスト）、KADOKAWA〈角川スニーカー文庫〉、全9巻
  - 『スーパーカブ』 2017年5月1日初版発行（同日発売[書 2]）、ISBN 978-4-04-105663-9
  - 『スーパーカブ2』 2017年10月1日初版発行（同日発売[書 3]）、ISBN 978-4-04-105960-9
  - 『スーパーカブ3』 2018年5月1日初版発行（同日発売[書 4]）、ISBN 978-4-04-106466-5
  - 『スーパーカブ4』 2018年12月1日初版発行（同日発売[書 5]）、ISBN 978-4-04-107081-9
  - 『スーパーカブ5』 2019年7月1日初版発行（同日発売[書 6]）、ISBN 978-4-04-107082-6
  - 『スーパーカブ6』 2019年12月1日初版発行（同日発売[書 7]）、ISBN 978-4-04-108919-4
  - 『スーパーカブ reserve』 2020年11月1日初版発行（同日発売[書 8]）、ISBN 978-4-04-110871-0
  - 『スーパーカブ7』 2021年4月1日初版発行（3月31日発売[書 9]）、ISBN 978-4-04-110872-7
  - 『スーパーカブ8』 2022年4月1日初版発行（同日発売[書 10]）、ISBN 978-4-04-112036-1

### 漫画
- トネ・コーケン（原作）・博（キャラクター原案）・蟹丹（漫画） 『スーパーカブ』 KADOKAWA〈角川コミックス・エース〉、既刊10巻（2024年11月9日現在）
  1. 2018年5月26日初版発行（5月25日発売[書 11]）、ISBN 978-4-04-106961-5
  2. 2018年12月10日初版発行（同日発売[書 12]）、ISBN 978-4-04-107852-5
  3. 2019年8月10日初版発行（同日発売[書 13]）、ISBN 978-4-04-108468-7
  4. 2020年3月10日初版発行（同日発売[書 14]）、ISBN 978-4-04-109032-9
  5. 2021年2月10日初版発行（同日発売[書 15]）、ISBN 978-4-04-111087-4
  6. 2021年9月25日初版発行（同日発売[書 16]）、ISBN 978-4-04-111558-9
  7. 2022年9月9日初版発行（同日発売[書 17]）、ISBN 978-4-04-112929-6
  8. 2023年4月10日発売[書 18]、ISBN 978-4-04-113485-6
  9. 2024年2月9日発売[書 19]、ISBN 978-4-04-114608-8
  10. 2024年11月9日発売[書 1]、ISBN 978-4-04-115479-3
- トネ・コーケン（原作） / 博（キャラクター原案） / さいとー栄（漫画） 『スーパーカブRei』 KADOKAWA〈角川コミックス・エース〉、全2巻
  1. 2022年10月25日発売[書 20]、ISBN 978-4-04-112930-2
  2. 2024年2月9日発売[書 21]、ISBN 978-4-04-113486-3

## テレビアニメ
2019年11月にテレビアニメ化が発表され、2020年5月にテレビアニメ公式サイトおよびプロモーションビデオの公開、主要登場人物の声優が決定した。2021年1月に公式Twitterの開設、キービジュアルの公開と共に放送時期が告知された。2021年4月から6月まで放送された。

### 制作
監督の藤井俊郎は本作のテレビアニメ化で、作品の空気感を重視し、舞台である北杜市の中で実存観を伴って暮らす登場人物たちの世界を、少し離れた場所から見つめるような手法で描くことを意図したとしており、実写作品のようなカメラアングルも意識されている。また、テレビアニメ版では実写フイルムの銀残しの手法を意識して画面の彩度を抑え、主人公・小熊の心が動いた場面のみ彩度を少しだけ色鮮やかに変化させるという、実写映画で用いられるカラーグレーディングを意識した演出が全編に取り入れられ、それによって灰色の世界で生きていた主人公が、カブを手に入れたことをきっかけに少しずつ生活の彩りを取り戻していくさまを表現している。また本作はBG（美術）のみのシーンが他アニメに比べて非常に多く、第1話Aパート156カット中半数近い約60カットがBGのみとなっているが、兼用BGを多くすることで効率化を図り、本番ボードの一発描きを使用することで、作成枚数を抑えている。
音声関連はフィルムスコアリングを採用。また、監督の藤井が音響演出を兼任する。同年代のテレビアニメの多くがながら見や倍速再生で鑑賞する視聴者にも内容が伝わるよう説明的な台詞を多用する傾向にあるものの、本作では監督の藤井による意向もあって、脚本を担当した根元歳三は視聴者が画面に集中して鑑賞するようなミニシアター系の実写映画作品の雰囲気を意識したとしており、ゆったりとした空気感や無言の間、演出の難しい日常芝居を重視するような作風を意図し、台詞を原作から取捨選択して削り、説明的な独り言を避け、感情をモノローグで説明するような場面は各話の冒頭とラストシーンのみに絞るという作劇方針が取られている。劇伴にはクラシック音楽が作品に奥行きを与えるために使われたが、それ以外には1場面のみで1回限り使われるために作曲された曲や、劇伴曲が流れない無音の場面も多用され、登場人物の感情に合わせてわかりやすく劇伴を変更させるような演出が避けられた。環境音の再現にはこだわりが込められ、カブのエンジン音や変速機の動作音などには実機のカブから収録された音が使われている。

#### 物議を醸した演出
前述のような「無言の間」を重視して説明的な台詞を極力削る作風は視聴者からすると説明不足となり、誤解の一因ともなっている。テレビアニメ版第6話で小熊が自分のカブに礼子を乗せて二人乗りをする場面で、Twitterなどで「違反行為ではないか」といった指摘がされた。これに対し、アニメ製作のKADOKAWAは「キャラクター性を重視したストーリーの展開上、必要と判断した上での演出であり、公序良俗や法律に反する意図は全くない。あくまでも創作された現実ではない夢のある楽しい物語＝フィクションとして楽しんで欲しい」とコメントしているが、そのような形で指摘を取り上げ制作意図を紹介したニュースサイトの検証記事を発端に、ネット上ではフィクションの登場人物による違反行為と現実に当てはめることの是非を巡って、批判意見と擁護意見が入り乱れる賛否両論の炎上騒動のような事態になり、テレビ番組のワイドショーでも一連の騒動が紹介された。一連の騒動については、本来は原作小説の書籍版で描写されていた、登場人物が違反であることを承知しつつ二人乗りをすることの説明を削ってエモーショナルな雰囲気を優先したために、制作側が法律に無理解であるように誤解されてしまったのが原因という見解もある。他方、第9話で描かれたグラッパ入りのミルクティーを飲むシーンについては「量が多いと飲酒で罰せられるので注意」のテロップが表示されている。

### スタッフ
- 原作 - トネ・コーケン[media 4]
- イラスト - 博[media 4]
- 監督 - 藤井俊郎[media 4]
- 助監督 - 相浦和也
- シリーズ構成・脚本 - 根元歳三[media 4]
- キャラクターデザイン・総作画監督 - 今西亨[media 4]
- 総作画監督 - 齊藤佳子、井上英紀
- プロップデザイン - 芝田千紗、乙幡忠志、杉村友和
- 美術監督 - 須江信人[media 4]
- 美術設定 - 多田周平[media 4]、伊良波理沙
- 美術ボード - 横山敦史
- 背景 - 草薙
- 色彩設計 - 大西峰代[media 4]
- CGIプロデューサー - 大橋広明、服部豊和
- CGIディレクター - 檜垣賢一
- 3DCG制作協力 - タイプゼロ
- 2Dデザイン・特効効果 - チップチューン[media 4]
- 撮影監督 - 浅川茂輝[media 4]
- 編集 - 齋藤朱里[media 4]
- 音響監督 - 矢野さとし
- 音楽 - 石川智久、ZAQ[media 4]
- 音楽プロデューサー - 竹山茂人
- 音楽制作 - バンダイナムコアーツ[media 4]
- 協力・監修 - 本田技研工業株式会社[media 4]
- アニメーション制作統括 - 金子文雄
- 制作プロデューサー - 上間康弘
- 制作・3DCG制作 - スタジオKAI[media 4]
- 製作 - ベアモータース[media 4]

### 主題歌
「まほうのかぜ」
熊田茜音によるオープニングテーマ。作詞はnano.RIPEのきみコ、作曲・編曲は同バンドの佐々木淳。（ランティス）
「春への伝言」
夜道雪、七瀬彩夏、日岡なつみによるエンディングテーマ。作詞はZAQ、作曲・編曲はAstroNoteS。（ランティス）

### 使用されたクラシック曲
- 第1話 アラベスク第1番（ドビュッシー）, 月の光（ドビュッシー）
- 第2話 亜麻色の髪の乙女（ドビュッシー）
- 第3話 愛の夢第3番（リスト）
- 第4話 ベルガマスク組曲から前奏曲（ドビュッシー）
- 第5話 夢（ドビュッシー）, トロイメライ（シューマン）
- 第6話 ジュトゥヴ（サティ）
- 第7話 ジムノペディ第1番（サティ）
- 第8話 悲愴第2樂章（ベートーベン）
- 第9話 映像第1集「水に映る影」（ドビュッシー）
- 第10話 ノクターン第2番（ショパン）、コンソレーション第3番（リスト）
- 第11話 四季より冬（ビバルディ）、亡き王女のためのパヴァーヌ（ラベル）
- 第12話 愛の挨拶（エルガー）

### 各話リスト
| 話数   | サブタイトル         | 絵コンテ          | 演出                                    | 作画監督                                                                                          | 初放送日      |
| ------ | -------------------- | ----------------- | --------------------------------------- | ------------------------------------------------------------------------------------------------- | ------------- |
| 第1話  | ないないの女の子     | 藤井俊郎          | 安部祐二郎                              | 齊藤佳子                                                                                          | 2021年 4月7日 |
| 第2話  | 礼子                 | 藤井俊郎          | 臼井篤史                                | 芝田千紗                                                                                          | 4月14日       |
| 第3話  | もらったもの         | 相浦和也          | 相浦和也                                | 金正男 竹内昭 亀田朋幸 齊藤佳子 木村行隆                                                          | 4月21日       |
| 第4話  | アルバイト           | 小川優樹 相浦和也 | 片岡史旭                                | 木曽勇太                                                                                          | 4月28日       |
| 第5話  | 礼子の夏             | 藤井俊郎          | にしづきあらた                          | 芝田千紗 平馬浩司 黄凤 李少雷 劉軍 唐遠界                                                         | 5月5日        |
| 第6話  | 私のカブ             | 平池芳正 相浦和也 | 相浦和也                                | EverGreen 24FPS 顾金秋 陈玉峰 杭清华 王振业 俞天翔 赵玲 施国平 刘军 朱央 徐闯 芝田千紗 五十川久史 | 5月12日       |
| 第7話  | 夏空の色、水色の少女 | 五十川久史        | 五十川久史                              | KIM YONG-SIK                                                                                      | 5月19日       |
| 第8話  | 椎の場所             | 臼井篤史          | 臼井篤史                                | 鯉川慎平 金正男 刘军 朱央 徐闯 今西亨                                                             | 5月26日       |
| 第9話  | 氷の中               | 玉田博            | 吉川志我津                              | 芝田千紗 竹内昭 平馬浩司                                                                          | 6月2日        |
| 第10話 | 雪                   | 名村英敏          | 吉川志我津                              | 乙幡忠志 芝田千紗 五十川久史 金正男 木佐貫真矢 CHA MYOUNG JUN KU JA CHEON 唐遠界 黄凤 李少雷 劉軍 | 6月9日        |
| 第11話 | 遠い春               | 相浦和也          | 片岡史旭                                | KIM YONG-SIK 芝田千紗                                                                             | 6月16日       |
| 第12話 | スーパーカブ         | 藤井俊郎          | 藤井俊郎 吉川志我津 五十川久史 相浦和也 | 井上英紀 齊藤佳子 芝田千紗 平馬浩司 木曽勇太 乙幡忠志 五十川久史 李少雷 施国平 刘军 朱央 徐闯     | 6月23日       |

### 放送局
| 放送期間                | 放送時間                     | 放送局     | 対象地域 | 備考                                 |
| ----------------------- | ---------------------------- | ---------- | -------- | ------------------------------------ |
| 2021年4月7日 - 6月23日  | 水曜 23:00 - 23:30           | AT-X       | 日本全域 | CS放送 / 字幕放送 / リピート放送あり |
| 2021年4月8日 - 6月24日  | 木曜 1:35 - 2:05（水曜深夜） | TOKYO MX   | 東京都   |                                      |
|                         |                              | KBS京都    | 京都府   |                                      |
| 2021年4月9日 - 6月25日  | 金曜 1:30 - 2:00（木曜深夜） | サンテレビ | 兵庫県   |                                      |
|                         | 金曜 2:35 - 3:05（木曜深夜） | テレビ愛知 | 愛知県   |                                      |
| 2021年4月10日 - 6月26日 | 土曜 1:00 - 1:30（金曜深夜） | BS11       | 日本全域 | BS放送 / 『ANIME+』枠                |
| 2021年4月17日 - 7月3日  | 土曜 0:30 - 1:00（金曜深夜） | 山梨放送   | 山梨県   | 舞台地                               |

| 配信開始日    | 配信時間                   | 配信サイト |
| ------------- | -------------------------- | --- |
| 2021年4月7日  | 水曜 23:30 更新            | dアニメストア |
| 2021年4月15日 | 木曜 0:00（水曜深夜） 更新 | TELASA Amazonプライム・ビデオ J:COMオンデマンド ひかりTV U-NEXT アニメ放題 Hulu バンダイチャンネル ABEMA GYAO! FOD ニコニコチャンネル Rakuten TV ビデオマーケット DMM.com HAPPY!動画 MOVIEFULL クランクイン！ビデオ |

## イベント

### 聖地イベント
| イベント名                                        | 開催日       | 場所                        | 出典    |
| ------------------------------------------------- | ------------ | --------------------------- | ------- |
| TVアニメ『スーパーカブ』放送1周年記念ミニイベント | 2022年4月9日 | 三代校舎ふれあいの里 大正館 | [ 133 ] |

### スタンプラリー
| ラリー名                                                      | 開始日       | 終了日       | 開催エリア          | 出典    |
| ------------------------------------------------------------- | ------------ | ------------ | ------------------- | ------- |
| TVアニメ『スーパーカブ』アニバーサリー 2022北杜スタンプラリー | 2022年4月9日 | 2022年5月8日 | 北杜市、韮崎市6地点 | [ 133 ] |

## コラボレーション
山梨県警察（北杜警察署）
管轄区域である北杜市の公共施設に防犯ポスターを掲出。女性警察官姿の小熊の姿の後ろに北杜警察署の建物およびパトカーが描かれている。また、藤井監督に県警から感謝状が送られた。
KKR鎌倉わかみや
修学旅行でモデルとなった神奈川県鎌倉市の由比ヶ浜にあるホテル。放送シーンのカットやポスターを展示しているほか、エレベーターのインテリアをアニメに合わせた配置換えを行なっている。
山荘菊屋
礼子がカブによる富士登山挑戦時に働いた山小屋のモデルとなった、富士山須走口五合目の山小屋。Blu-ray BOXの毎回特典として付属する登場人物と乗車バイクがシルエットで表現されたスペシャルステッカーの色違いバージョンをオリジナルステッカーチラシとして、ここと作品にゆかりのある山梨県北杜市内の店舗で配布した。
日本郵便
フレーム切手とポストカード、クリアファイルを封入したオリジナルフレーム切手セットを2021年10月29日より山梨県内の郵便局で販売開始。11月5日より県外向けにネット通販も実施する。